# Saints Row (серія відеоігор)
Saints Row — серія відеоігор в жанрі пригодницький бойовик, створена компанією Volition і видана THQ та Deep Silver. Серія розповідає про Святих 3-ї вулиці, вигадану вуличну банду, яка спочатку діяла в районі Saints Row, звідки і пішла назва серії.
Ігровий процес в іграх Saints Row зосереджений на відкритому світі, де гравець може виконувати місії, щоб розвивати загальну історію, а також займатися різними побічними видами діяльності. Більша частина ігрового процесу обертається навколо водіння та стрільби, зрідка з елементами рольової гри. Через те, що перші ігри були названі клонами Grand Theft Auto, розробники прагнули створити більш відмінний досвід, починаючи з третьої гри, з великим акцентом на надмірно складному геймплеї, вшануванні популярної культури, пародіях і гуморі, що відсилає до себе; ці зміни були неоднозначно сприйняті шанувальниками оригінальних ігор. Дія перших чотирьох ігор серії Saints Row розгорталася переважно у двох вигаданих місцях — Стілвотер та Стілпорт, які здебільшого засновані на реальних американських містах. У центрі ігор — спочатку безіменний персонаж, створений гравцем (пізніше прозваний «Бос»), який випадково приєднується до «Святих з 3-ї вулиці» і допомагає їм перемагати ворожі банди у загальноміських війнах за територію. Згодом він стає лідером банди, знаменитістю та іконою поп-культури, а потім і президентом Сполучених Штатів, водночас стикаючись із сильнішими ворогами, такими як воєнізоване угруповання та інопланетна імперія.
Робота над оригінальною Saints Row розпочалася у 2003 році, після того, як компанія Volition завершила розробку Red Faction II. Гра була випущена в серпні 2006 року і отримала схвальні відгуки критиків та комерційний успіх. Продовження, Saints Row 2, вийшло в жовтні 2008 року, отримавши аналогічне визнання і більший комерційний успіх. Третя частина серії, Saints Row: The Third, вийшла в листопаді 2011 року і стала останньою відеогрою Saints Row, виданою компанією THQ до того, як Deep Silver придбала права на серію в 2013 році. Четверта частина серії, Saints Row IV, вийшла в серпні 2013 року, а в січні 2015 року в Північній Америці та Європі вийшло окреме доповнення під назвою Gat out of Hell. Станом на вересень 2013 року продажі серії перевищили 13 мільйонів, що робить її однією з найбільш продаваних франшиз відеоігор усіх часів.
Перезапуск франшизи під назвою Saints Row був анонсований у серпні 2021 року, а випущений у серпні 2022 року. Дія перезапуску відбувається у вигаданому місті Санто-Ілесо на американському південному заході, і розповідає про нову банду, просто названу «Святі», яка намагається взяти під контроль місто від різних банд, що ним керують.

## Ігри
| Назва                       | Рік випуску | Платформа(и)   | Платформа(и)            | Платформа(и)                    |                                | Розробник(и)          | Видавець(і) | Примітка                                                                                               |
| Назва                       | Рік випуску | ПК             | 7-е покоління консолей  | 8-е покоління консолей          | 9-е покоління консолей         | Розробник(и)          | Видавець(і) | Примітка                                                                                               |
| --------------------------- | ----------- | -------------- | ----------------------- | ------------------------------- | ------------------------------ | --------------------- | ----------- | --- |
| Saints Row                  | 2006        | Н/Д            | Xbox 360                | Xbox One                        | Xbox Series X/S                | Volition              | THQ         | Перша гра в серії.                                                                                     |
| Saints Row 2                | 2008        | Windows, Linux | Xbox 360, PlayStation 3 | Xbox One                        | Xbox Series X/S                | Volition              | THQ         | Порт для Windows розробляла CD Projekt.                                                                |
| Saints Row: The Third       | 2011        | Windows, Linux | Xbox 360, PlayStation 3 | Xbox One, PlayStation 4, Switch | Xbox Series X/S, PlayStation 5 | Volition              | THQ         | Nintendo Switch порт, розроблений Fishlabs. Для PS4 та Xbox One покращену версію, розробила Sperasoft. |
| Saints Row IV               | 2013        | Windows, Linux | Xbox 360, PlayStation 3 | Xbox One, PlayStation 4, Switch | Xbox Series X/S, PlayStation 5 | Volition              | Deep Silver | Re-Elected порт і Enter the Dominatrix DLC розроблено з High Voltage Software.                         |
| Saints Row: Gat out of Hell | 2015        | Windows, Linux | Xbox 360, PlayStation 3 | Xbox One, PlayStation 4         | Xbox Series X/S, PlayStation 5 | High Voltage Volition | Deep Silver | Доповнення для Saints Row IV.                                                                          |
| Saints Row                  | 2022        | Windows        | Н/Д                     | Xbox One, PlayStation 4         | Xbox Series X/S, PlayStation 5 | Volition              | Deep Silver | Перезапуск франшизи                                                                                    |

### Saints Row (2006)
Основна стаття: Saints Row (відеогра 2006 року)
Saints Row — перша частина серії, розробка якої розпочалася в середині 2003 року як гра для PlayStation 2 під назвою Bling Bling. Гра була анонсована на E3 2005 для Xbox 360. Передбачалося, що вона також матиме порт на Nintendo Wii. Як перша відеогра з нелінійним геймплеєм, випущена для Xbox 360, Saints Row була широко очікуваною; її бета-версія встановила рекорди після того, як її завантажили майже 400 000 разів протягом тижня. Її продажі перевищили 500 000 протягом місяця релізу у вересні 2006 року, і вона отримала схвальні відгуки критиків. Станом на 2019 рік, продажі гри перевищили два мільйони одиниць. Гра була відома тим, що стала першою грою-пісочницею сьомого покоління, і представила функції, які з тих пір стали основними для цього жанру. У ній є багатокористувацький режим, мобільний телефон у грі, GPS-навігація, пророблений персонаж, можливість кастомізації транспортних засобів і колесо управління зброєю.
Дія гри відбувається у вигаданому місті Стілвотер. Гравці створюють власного персонажа, який більшу частину гри мовчить і називається «Плайя». Після перестрілки між трьома ворогуючими бандами — Віце-королі, Лос Карналес, Вестсайд Роллерз — персонаж гравця рятує четверта, менша банда під назвою Святі 3-ї вулиці (3rd Street Saints), і згодом приєднується до Святих, щоб допомогти їм відвоювати район Saint's Row у своїх суперників. Відтепер мета гравця — захопити все місто в ім'я Святих, послабивши банди, які контролюють кожен район. Вони роблять це, виконуючи як основні, так і побічні місії, пов'язані з кожною ворожою фракцією, які можна виконувати поодинці або за допомогою інших членів банди.

### Saints Row 2 (2008)
Основна стаття: Saints Row 2
Saints Row 2 почала розроблятися в середині 2006 року, за кілька місяців до виходу Saints Row для Xbox 360. Поки порт Saints Row для PlayStation 3 перебував у розробці, його було скасовано, коли в травні 2007 року було підтверджено вихід Saints Row 2. Порт для Microsoft Windows, анонсований у червні 2008 року, був випущений на початку 2009 року. Гра спирається на основи Saints Row, покращуючи систему поваги, додаючи більш різноманітні види діяльності, збільшуючи ступінь, в якій гравець може налаштувати свого персонажа, банду та транспортні засоби, а також додаючи ряд нових моделей транспортних засобів. Вона розширює локації Стілвотеру, додає нові ігрові можливості та контент.
Сюжет розгортається приблизно через п'ять років після подій Saints Row і розповідає про того самого персонажа (тепер його називають «Бос»), який прокидається від коми і виявляє, що Святі з 3-ї вулиці за їхньої відсутності занепали духом, що дозволило трьом новим бандам — Ронінам, Братству та Синам Самеді — захопити колишні території Святих. Крім того, район Saint's Row був незайманим комерційним і житловим районом корпорації Ultor, яка має подальші плани на Стілвотер. Залучивши до своєї справи нових і старих союзників та створивши нову базу операцій, Бос працює над тим, щоб повернути Святих до влади, цього разу вже як ватажка банди. Сюжет побудований так само, як і в першій грі: гравці виконують місії, пов'язані з кожною бандою, яку вони повинні перемогти, а також з Ultor, який з'явиться в кінці сюжету. Ці місії здебільшого не залежать одна від одної і вимагають від гравця здобути повагу, виконавши спочатку побічні завдання.

#### Завантажувальний контент
Для Saints Row 2 вийшло кілька випусків завантажуваного контенту (DLC), в тому числі два сюжетні DLC. Перший, Ultor Exposed, додає Red Faction: Guerrilla тематичний контент, і американську порноакторку Теру Патрік, яка грає  інформаторку і колишню мікробіологиню корпорації Ultor. Він вийшов на екрани 23 квітня 2009 р. Другий, Corporate Warfare, зосереджується на боротьбі між Святими і корпорацією Ultor, і вийшов на екрани 28 травня 2009 р.

### Saints Row: The Third (2011)
Основна стаття: Saints Row: The Third
Saints Row: The Third була анонсована в березні 2011 року, а випущена для Xbox 360, PlayStation 3 і Microsoft Windows у листопаді 2011 року. Вона почала розроблятися в компанії Volition у вересні 2008 року, за місяць до виходу Saints Row 2. Гра стала важливим поворотним моментом для серії, зробивши більший акцент на комедії, з численними відсиланнями до популярної культури, пародіями і гумором, що відсилає до себе, а також надмірно відвертим характером. Ці зміни були сприйняті неоднозначно, хоча гра, тим не менш, мала хороші результати як у критичному, так і в фінансовому плані.
У грі з'явилося нове місце дії: Місто-побратим Стілвотера, Стілпорт, яке контролюється єдиною злочинною організацією, відомою як Синдикат, що складається з трьох банд: «Ранкова зірка», «Лучадорес» та «Декери». Святі з 3-ї вулиці, які стали знаменитостями з великим культом після того, як продали Ultor ліцензію на виробництво товарів за мотивами банди, опиняються в Стілпорті після сутички з Синдикатом і повинні знайти нових союзників, які допоможуть їм захопити місто і усунути своїх суперників. На середині гри Стілпорт переведено на воєнний стан у відповідь на зростання бандитського насильства, і воєнізоване формування, відоме як S.T.A.G., покликане відновити порядок у місті, що ще більше ускладнює ситуацію для Святих. Структура місій була змінена порівняно з першими двома іграми, і тепер місії потрібно проходити в певному порядку. Гра включає вибір у свою оповідь і має кілька можливих фіналів.

#### Завантажуваний контент
Завантажуваний контент для Saints Row: The Third був анонсований до виходу гри разом із зобов'язанням видавця THQ підтримувати 40 тижнів контенту. Серед невеликих оновлень було випущено три основні контент-паки: Genkibowl VII (вийшов 17 січня 2012 року), який додає випробування в рамках титульного конкурсу; Gangstas in Space (вийшов 21 лютого 2012 року), присвячений фільму, який Святі продюсують за участю інопланетян; і The Trouble with Clones (вийшов 20 березня 2012 року), який розповідає про возз'єднання Святих з величезним клоном їхнього померлого друга, Джонні Гета.

#### Ремастер
Покращену версію Saints Row: The Third, що включає всі DLC для оригінальної гри, було випущено для Windows, PlayStation 4 та Xbox One 22 травня 2020 року. Вона була розроблена компанією Sperasoft і містить відреставровані ресурси та текстури, а також покращену графіку та освітлення.

### Saints Row IV (2013)
Основна стаття: Saints Row IV
Saints Row IV була представлена в березні 2013 року і випущена в серпні 2013 року для Microsoft Windows, PlayStation 3 і Xbox 360. Пізніше вона була перенесена на PlayStation 4, Xbox One та Linux у 2015 році. Порт для Nintendo Switch також вийшов 27 березня 2020 року. Гра розширює гумор і надприродний характер Saint Row: The Third, вводячи надздібності. Saints Row IV вийшла кількома обмеженими та підсумковими виданнями, а також була ненадовго заборонена в Австралії. Вона отримала переважно позитивні відгуки та розійшлася накладом понад мільйон копій за перший тиждень.
Дія гри розгортається через п'ять років після подій Saints Row: The Third і починається з того, що Боса обирають президентом Сполучених Штатів після того, як він запобіг терористичній атаці. Коли інопланетна імперія, відома як Зін, атакує Землю, Боса та інших Святих викрадають і поміщають у симуляцію Стілпорта, щоб зламати їхню волю. Бос здатен маніпулювати симуляцією на власну користь, отримуючи надздібності, і повинен знайти спосіб втекти, врятувати своїх друзів і перемогти Зін, зіткнувшись з ворогами зі свого минулого та власними найгіршими страхами.

#### Завантажуваний контент
Перший сюжетний завантажуваний контент Saints Row IV, Enter the Dominatrix, є «режисерською» версією скасованого однойменного доповнення Saints Row: The Third і вийшов 22 жовтня 2013 р. Історія продовжує неканонічну кінцівку Saints Row: The Third і розповідає про альтернативну версію вторгнення Зін. Друге сюжетне DLC, How the Saints Save Christmas, було випущено 10 грудня 2013 року. Його сюжет розгортається навколо спроб Святих врятувати Санта Клауса з симулятора Стілпорта, а Бос, який не любить святковий сезон, дізнається про справжнє значення Різдва по дорозі.
Окреме доповнення до Saints Row IV, Gat out of Hell, вийшло 20 січня 2015 року в Північній Америці та 23 січня 2015 року в Європі. Гра зосереджується на членах Saints Джонні Гtті та Кінзі Кенсінгтон та їхніх спробах врятувати Боса з пекла після того, як їх викрадає Сатана.

### Saints Row (2022)
Основна стаття: Saints Row (відеогра 2022)
У фінансовому звіті Embracer Group, опублікованому в серпні 2019 року, зазначалося, що нова гра Saints Row перебуває в розробці на студії Volition. У серпні 2021 року було підтверджено, що нова гра є перезавантаженням франшизи.[Перезавантаження під назвою Saints Row було випущено для PlayStation 4, PlayStation 5, Xbox One, Xbox Series X/S, Windows і Stadia 23 серпня 2022 року. Гра має стати поверненням до витоків франшизи, з акцентом на війну між бандами і менш «божевільним» тоном, ніж Saints Row IV.
Saints Row отримала «змішані або середні» відгуки, згідно з агрегатором відгуків Metacritic. Відгуки зосереджувалися на великій кількості помилок після запуску, що призвело до того, що Washington Post назвав її «ледь іграбельною». Інші основні проблеми були пов'язані з якістю історії та написання, а також з відчуттям застарілості деяких частин ігрового процесу.
Gamespot писав, що хоча бої та історія були адекватними, гра «намагалася відповідати своїй спадщині». EGM похвалив «велике місто з відкритим світом і респектабельні основи геймплею», але був розчарований «історією, яка ніколи не знаходить опори, і занадто великою кількістю помилок, щоб їх можна було порахувати».
До жовтня 2022 року Saints Row привернула увагу понад 1 мільйона гравців.
У листопаді 2022 року Embracer Group заявила, що Saints Row «не виправдала всіх очікувань і залишила фан-базу частково поляризованою», але у фінансовому плані «працювала відповідно до очікувань керівництва в цьому кварталі». Згодом вона оголосила, що Volition буде передана від Deep Silver до Gearbox Entertainment, заявивши, що «має всі інструменти, включаючи досвідчену команду менеджерів у США, для створення майбутнього успіху Volition».

## Ігровий процес
Дія ігор Saints Row відбувається у відкритому світі. Серія поєднує в собі елементи екшену, пригодницького та автомобільного геймплею. Гравець може вільно мандрувати віртуальним світом пішки або на транспортних засобах і використовувати різноманітну зброю та бойові прийоми. Незаконні дії, такі як напад на цивільних осіб і поліцейських, що не є персонажами гри, викликають активну і потенційно смертельну реакцію з боку авторитетних осіб. У разі смерті або арешту гравець відродиться в найближчій лікарні або поліцейській дільниці.
Акцент робиться на міській війні; персонаж гравця пов'язаний з вуличною бандою, відомою як Святі 3-ї вулиці. Ігрові місії структурно розділені на окремі дуги місій. Ці дуги місій не переплітаються між собою, але можуть бути пройдені гравцем як разом, так і окремо. Місії розблоковуються шляхом накопичення балів поваги; повага — це ігрова валюта, яку заробляють, граючи в несюжетні міні-ігри, відомі як активності та розваги. Кастомізація становить значну частину ігрового процесу. Гравець має можливість налаштовувати зовнішній вигляд та одяг свого персонажа, може відвезти певні транспортні засоби в майстерні для модифікації, а в Saints Row 2 може прикрашати інтер'єр ігрових сховищ та вдосконалювати поведінку банди Святих Третьої вулиці.

## Сетинг

### Стілвотер
Місцем дії ігор Saints Row та Saints Row 2 є вигадане місто Стілвотер, розташоване на середньому заході штату Мічиган, США. Стілвотер в основному заснований на реальному американському місті Детройт. Під час раннього процесу розробки Saints Row місто було спроектоване до того, як сценарій був зібраний, і було більш ніж у чотири рази більшим за його остаточну версію. Його обрізали до меншого розміру, оскільки ресурси розробників не могли підтримувати таке велике місто. Район червоних ліхтарів у Стілвотері значною мірою заснований на Гарлемі, включаючи готель «Рейкінс» як «Коттон-клуб». Під час свого розвитку місто постійно розширювалося і зменшувалося. Наприклад, райони торгового центру та трейлерного парку в Saints Row 2 спочатку були включені в ранні проєкти Saints Row. Однією з проблем дизайну було створення міста без втручання екрану завантаження, тому рушій був розроблений для потокового відтворення місця розташування гравця в окремих частинах міста. Місто було розроблене таким чином, щоб відчувати себе різноманітним і мати різні райони; арт-директор продукту Saints Row Метт Флегель прокоментував: «Ми хотіли, щоб місто охоплювало всі стилі, від високих хмарочосів центру міста до грубої індустріальної атмосфери промислової зони заводів. Ми хочемо, щоб гравець відчував зміни між районами, а не просто помічав візуальну різницю». Райони були розроблені таким чином, щоб відчувати себе відповідними до банд, які їх контролювали[30].
Стілвотер у Saints Row 2 значно відрізняється від свого оригінального вигляду; місто на 45 % більше, ніж у старій версії. Значна частина міста з Saints Row перепланована в Saints Row 2, хоча і стала більш «живою» і наповненою глибиною. Головний продюсер Saints Row 2 Грег Донован сказав, що «Стілвотер в Saints Row 2 дуже відрізняється від Saints Row. Насправді, кожна деталь була зачеплена в тій чи іншій мірі. […] Я думаю, що в результаті люди, які грали в Saints Row або є фанатами франшизи, чудово проведуть час, досліджуючи місто та шукаючи щось нове. [Також люди, які не знайомі з Saints Row 2, просто опиняться у величезному, дуже розкиданому і дуже різному на вигляд середовищі, воно дуже добре відшліфоване і деталізоване.» У Saints Row 2 немає ігрових екранів завантаження, що є значним досягненням, оскільки гра дозволяє безперешкодно грати в кооперативі. У місті понад 130 інтер'єрів, у тому числі понад дев'яносто різних магазинів. Місто в Saints Row 2 динамічніше і реалістичніше, оскільки штучний інтелект розумніший, тобто цивільні взаємодіють один з одним. Крім того, певні елементи оточення Saints Row 2 можуть бути зруйновані, оскільки гра ділиться деякими технологіями з Red Faction: Guerrilla, розробленою компанією Volition. її оточення також містить численні пам'ятки та великодні яйця; одна з таких особливостей отримала нагороду «Найкраща великоднє яйце 2008 року».

### Стілпорт
Після того, як на початку Saints Row: The Third Синдикат вигнав їх зі Стілвотера, Святі прагнуть взяти реванш, захопивши їхнє рідне місто, Стілпорт, яке здебільшого побудоване на основі Нью-Йорка. Можливо, Стілпорт був менш вражаючим, ніж Стілвотер, з майже однаковими районами (всі райони мають занедбаний вигляд) і малою кількістю окремих районів. Найбільш пам'ятною особливістю міста є велика статуя народного героя Джо Магарака, натхненна реальною Статуєю Свободи. Однак, новою особливістю є те, що різні варіанти вибору під час гри спричиняють незначні зміни у світі гри.
У Saints Row IV дія гри знову розгортається у Стілпорті, однак у вигляді симуляції, подібної до Матриці, створеної інопланетним лиходієм Зін'яком. Щоб відповідати своїй подобі, Зін'як прибрав майже всі ознаки Святих з міста (наприклад, власну мережу магазинів одягу Святих «Планета Святих» замінили на «Планету Зін») і додав зображення себе та інопланетних технологій. Протягом гри гравець руйнує і, зрештою, знищує симуляцію, щоб знайти і вбити Зін'яка. Той факт, що дія цієї версії Стілпорту відбувається в симуляції, дозволяє використовувати нові ігрові механіки, такі як надздібності. Це дозволяє відсилати до минулих ігор: у деяких місіях у місті можуть з'являтися персонажі з минулих ігор та банди. Цікавим прикладом є ситуація, коли гравець має вбити персонажа за замовчуванням з оригінальної Saints Row. Гравець може досліджувати різні симуляції, наприклад, коли гравець повинен врятувати інших головних героїв з їхніх індивідуальних «кошмарних» симуляцій, заснованих на найгірших моментах їхнього життя, щоб зламати їх і змусити здатися Зін. Єдиний раз, коли гра відбувається в реальному світі, це на початку і в кінці гри, а також коли гравець перебуває на об'єкті Зін або на Кораблі, викраденому космічному кораблі Зін, який служить базою для Святих, окрім симуляції гравця.

### Новий Аїд
Дія Saints Row: Gat Out Of Hell відбувається в Новому Аїді, столиці пекла. Воно набагато менше, ніж будь-яке з міст у попередніх іграх, і, внаслідок свого суворого розташування, дуже просте у своєму дизайні. Місто оптимізовано для нової механіки польотів та сюжету гри, що базується на активності. Замість води острови міста оточені лавою, а в центрі височіє масивна вежа з великим отвором над нею, який, імовірно, є входом до Пекла.

## Інші медіа

### Фільм
У 2009 році репер 50 Cent оголосив, що він працює над написанням сценарію та придбанням прав на фільм про Saints Row.
У квітні 2019 року було оголошено, що фільм про Saints Row перебуває на стадії препродакшну, його виробництвом займаються Fenix Studios, Koch Media та Occupant Entertainment. Ф. Гері Грей буде режисером фільму за сценарієм, написаним Грегом Руссо. Руссо заявив, що на фільм вплинули «Воїни» та «Втеча з Нью-Йорка».

## Скасовані ігри
Спін-офф під назвою Saints Row: Undercover розроблявся компанією Savage Entertainment для PSP у 2009 році, але був скасований. 22 січня 2016 року компанія Volition знайшла прототип гри в наборі для розробки для PSP і виклала його для безплатного завантаження на сайті Unseen64.net.
Saints Row: Money Shot мала стати спін-оффом основної серії, спочатку розробленої для Xbox Live Arcade. Гра була б доступна для Xbox 360 як гра для Xbox Live Arcade і для PlayStation 3 як гра для PlayStation Network з 3D-графікою. Гра була б прив'язана до Saints Row: The Third, як частина маркетингової кампанії для гри. Граючи в Saints Row: Money Shot, можна було б розблокувати ексклюзивний контент для використання в Saints Row: The Third, і навпаки.
Серед інших скасованих ігор — анонсована на E3 2010 гра для Nintendo 3DS під назвою Saints Row: Drive By та файтинг для Kinect/PlayStation Move для Xbox 360 і PlayStation 3 під назвою Saints Row: The Cooler.

## Спільний всесвіт Saints Row
Події Saints Row відбуваються у спільному всесвіті разом з Agents of Mayhem.

### Agents of Mayhem
Основна стаття: Agents of Mayhem
Agents of Mayhem, нова інтелектуальна власність у всесвіті Saints Row, була анонсована в червні 2016 р. Дія гри розгортається у футуристичному Сеулі, Південна Корея, і відбувається після подій кінцівки Gat Out of Hell «Відтворити Землю», в якій спадкоємність Saints Row була відновлена. В анонс-трейлері було показано, як Персефона Брімстоун (персонаж, що з'являється у фінальному епілозі Gat Out of Hell) очолює організацію, відому як «M.A.Y.H.E.M.», що перебуває на утриманні корпорації Ultor, і має зупинити терористичну організацію «L.E.G.I.O.N.» від знищення світових націй. «Агенти хаосу» вийшли на екрани 15 серпня 2017 року. Пірс Вашингтон і Олег Кірлов — двоє з дванадцяти ігрових персонажів гри, а Джонні Гет і Кінзі Кенсінгтон були додані через завантажуваний контент.

## Сприйняття
| Гра                   | Середня оцінка Metacritic  |
| --------------------- | -------------------------- |
| Saints Row            | (X360) 81                  |
| Saints Row 2          | (PC) 72 (X360) 81 (PS3) 82 |
| Saints Row: The Third | (PC) 84 (X360) 84 (PS3) 82 |
| Saints Row IV         | (PC) 86 (X360) 81 (PS3) 76 |
| Saints Row            | (PC) 68 (XSX) 67 (PS5) 63  |

### Рецензії критиків
Як Saints Row, так і Saints Row 2 отримали позитивні відгуки на свої порти для Xbox 360 та PlayStation 3. Однак порти обох ігор для мобільних телефонів, а також порт Saints Row 2 для Windows отримали більш змішані відгуки. Крім того, контент-пакети для Saints Row 2, які можна завантажити, отримали переважно середні відгуки.
Порт Saints Row для Xbox 360 отримав загалом позитивні відгуки та оцінки. Він отримав 82,20 % та 81/100 від агрегаторів рецензій GameRankings та Metacritic відповідно. Рецензент IGN Дуглас Перрі оцінив гру на 8,5/10, похваливши презентацію та ігровий процес, водночас вказавши на технічні недоліки, а також часто вимушений гумор[72]. Рецензент GameSpot Грег Касавін оцінив гру на 8,3/10, віддавши належне управлінню, екшену, презентації та сюжету. Однак він розкритикував брак полірування і відсутність різноманітності в дизайні місій. Рецензент GamePro Вішес Сід назвав гру «найкращою причиною володіти 360 по цей бік [The Elder Scrolls IV: Oblivion]» і «обов'язковою до покупки», надавши їй п'ять зірок з п'яти.
Порти Saints Row 2 для PlayStation 3 та Xbox 360 отримали позитивні відгуки. Вона отримала 83,37 % і 82,99 % від GameRankings відповідно, і 82/100 і 81/100 від Metacritic відповідно. Рецензент GameSpy Джеральд Віллорія оцінив гру на чотири з половиною зірки з п'яти і сказав, що «Saints Row 2 пропонує стрілянину та водіння, які є дуже веселими […] Вона самозабутньо смішна у своїй нешанобливості, а її низькопробний гумор, безумовно, сподобається більшій частині аудиторії». Рецензент IGN Нейт Ахарн поставив Saints Row 2 8,2/10, похваливши геймплей, але розкритикувавши брак шліфування та слабкий штучний інтелект. Втім, ПК-порт Saints Row 2 отримав значно менш позитивні відгуки. Він отримав сукупну оцінку 70,68 % і 72/100 від GameRankings і Metacritic.
Ден Вайтхед з Eurogamer писав, що Grand Theft Auto IV була благом для серії Saints Row, оскільки дозволила останній бути «веселими дурнуватими іграми-пісочницями», в той час як перша серія прийняла більш серйозний поворот.

## Продажі
Saints Row 2 було продано понад два мільйони приставок для Xbox 360 і PlayStation 3 протягом жовтня 2008 року, місяця релізу.
2 листопада 2011 року генеральний директор THQ Брайан Фаррелл оголосив, що Saints Row: The Third вже є найбільш попередньо замовленою грою в історії серії. На гру було в чотири рази більше попередніх замовлень, ніж на Saints Row 2 за два тижні до її запуску. За оцінками THQ, до кінця фінансового року, що закінчується у березні 2012 року, буде продано понад 3 мільйони копій гри. Для порівняння, Saints Row 2 вийшла у жовтні 2008 року і до кінця фінансового року була продана у кількості 2,6 мільйона примірників. 25 січня 2012 року THQ оголосила, що The Third було відправлено 3,8 мільйона одиниць по всьому світу, і вони очікують, що протягом життя гри буде відправлено від п'яти до шести мільйонів одиниць[джерело не вказано].
На сьогоднішній день серія приблизно продала понад 13 мільйонів одиниць, у тому числі понад три мільйони для Saints Row 2.

## Інші появи
Джонні Гет з'являється як запрошений персонаж у пародійному файтингу Divekick Пірс Вашингтон є головним героєм у грі PlayStation VR 100ft Robot Golf.